# Anisoneura aluco
Anisoneura aluco là một loài bướm đêm trong họ Noctuidae.